# Ernst Kötter
Ernst Kötter (Berlim, 7 de agosto de 1859 — Aachen, 26 de janeiro de 1922) foi um matemático alemão.
Seu tratado "Fundamentals of a purely geometrical theory of algebraic plane curves" ganhou o prêmio de 1886 da Academia de Ciências da Prússia.
Em 1901 publicou "The development of synthetic geometry from Monge to Staudt (1847)";
este trabalho foi enviado para impressão em 1897, mas sua versão final foi adiada devido à contratação de Kötter na Universidade de Aachen e uma doença persistente.
Construiu um modelo móvel de madeira para ilustrar o teorema das esferas de Dandelin.
Em uma discussão com Arthur Moritz Schoenflies e Kötter, David Hilbert proferiu sua suposta famosa observação de que pontos, linhas e planos em geopmetria podem ser denominados  "mesas, cadeiras, e canecas de cerveja".

## Publicações
- Ernst Kötter (junho de 1884). Beiträge zur Theorie der Osculationen bei ebenen Curven dritter Ordnung (PDF) (Tese de Ph.D.). Friedrich-Wilhelms-Universität Berlin
- Ernst Kötter (1887). «Grundzüge einer rein geometrischen Theorie der algebraischen ebenen Kurven». Transactions of the Royal Academy of Berlin
- Ernst Kötter (outubro de 1888). «Die Hesse'sche Curve in rein geometrischer Behandlung» (PDF). Mathematische Annalen. 34: 123–149
- Ernst Kötter (1891). «Einige Hauptsätze aus der Lehre von den Curven dritter Ordnung». Mathematische Annalen. 38: 287–297
- Ernst Kötter (1892). «Ueber diejenigen Polyeder, die bei gegebener Gattung und gegebenem Volumen die kleinste Oberfläche besitzen. Erste Abhandlung.». Journal für die reine und angewandte Mathematik. 110: 198–229
- Ernst Kötter (1900). «Construction der Oberfläche zweiter Ordnung, welche neun gegebene Punkte enthält». Jahresbericht der Deutschen Mathematiker-Vereinigung: 99–102